# Élections régionales de 2017 en Basse-Saxe
Les élections régionales de 2017 en Basse-Saxe (en allemand : Landtagswahl im Niedersachsen 2017) se tiennent le 15 octobre 2017, afin d'élire les 135 députés de la 18e législature du Landtag, pour un mandat de cinq ans. Du fait de la loi électorale, 137 députés sont élus.
Le scrutin est marqué par la victoire du SPD du ministre-président Stephan Weil, qui redevient le premier parti du Land après trois scrutins consécutifs à la deuxième place. Pour assurer son maintien au pouvoir, il forme une coalition avec la CDU.

## Contexte
Aux élections régionales du 20 janvier 2013, l'Union chrétienne-démocrate d'Allemagne (CDU) — au pouvoir depuis dix ans — confirme son statut de premier parti du Land. Toutefois avec 36 % des suffrages exprimés, elle est en recul de six points, et obtient 54 députés sur 137. Le Parti social-démocrate d'Allemagne (SPD) — qui a gouverné la Basse-Saxe entre 1990 et 2003 — termine donc deuxième. Il bénéficie alors de 32,6 % des voix, soit une légère progression de l'ordre de deux points et 49 parlementaires.
L'Alliance 90 / Les Verts (Grünen) — partenaire du SPD entre 1990 et 1994 — prend elle la troisième place. Réalisant une percée avec 13,7 % des suffrages, soit six points de mieux, elle totalise 20 sièges. Elle devance ainsi le Parti libéral-démocrate (FDP). Allié à la CDU depuis dix ans, il parvient lui aussi à progresser avec 9,9 % des voix — en hausse de deux points environ — et 14 élus. En revanche, Die Linke échoue à conserver sa représentation au Landtag.
Le bourgmestre de Hanovre et chef de file du SPD Stephan Weil indique aussitôt sa volonté de constituer une « coalition rouge-verte » avec les Grünen, qui compte 69 députés sur 137. Il obtient l'investiture du Landtag le 19 février 2013 et forme un cabinet de neuf ministres.
Le 7 août 2017, Weil annonce qu'il convoque de nouvelles élections pour le 15 octobre suivant, soit avec trois mois d'avance sur la date initialement prévue. Il se justifie par le fait qu'une députée des Grünen a rejoint la CDU, augurant ainsi un renversement de la majorité parlementaire.

## Mode de scrutin
Le Landtag est constitué de 135 députés (en allemand : Mitglied des Landtags, MdL), élus pour une législature de cinq ans au suffrage universel direct et suivant le scrutin proportionnel d'Hondt.
Chaque électeur dispose de deux voix : la première lui permet de voter pour un candidat de sa circonscription, selon les modalités du scrutin uninominal majoritaire à un tour, le Land comptant un total de 87 circonscriptions ; la seconde voix lui permet de voter en faveur d'une liste de candidats présentée par un parti au niveau du Land.
Lors du dépouillement, l'intégralité des 135 sièges est répartie en fonction des secondes voix récoltées, à condition qu'un parti ait remporté 5 % des voix au niveau du Land. Si un parti a remporté des mandats au scrutin uninominal, ses sièges sont d'abord pourvus par ceux-ci.
Dans le cas où un parti obtient plus de mandats au scrutin uninominal que la proportionnelle ne lui en attribue, la taille du Landtag est augmentée jusqu'à rétablir la proportionnalité.

## Campagne

### Principaux partis
| Parti | Parti                                                                              | Chef de file                      | Résultat en 2013           |
| ----- | ---------------------------------------------------------------------------------- | --------------------------------- | -------------------------- |
|       | Union chrétienne-démocrate d'Allemagne Christlich Demokratische Union Deutschlands | Bernd Althusmann                  | 36,0 % des voix 54 députés |
|       | Parti social-démocrate d'Allemagne Sozialdemokratische Partei Deutschlands         | Stephan Weil (Ministre-président) | 32,6 % des voix 49 députés |
|       | Alliance 90 / Les Verts Bündnis 90/Die Grünen                                      | Anja Piel                         | 13,7 % des voix 20 députés |
|       | Parti libéral-démocrate Freie Demokratische Partei                                 | Stefan Birkner                    | 9,9 % des voix 14 députés  |
|       | Die Linke                                                                          | Anja Stoeck (de)                  | 3,1 % des voix 0 député    |
|       | Alternative pour l'Allemagne Alternative für Deutschland                           | Dana Guth (de)                    | absent 0 député            |

### Sondages
| Institut  | Date       | CDU  | SPD    | Verts | FDP  | Linke | AfD |
| --------- | ---------- | ---- | ------ | ----- | ---- | ----- | --- |
| Institut  | Date       |      |        |       |      |       |     |
| FgW       | 12/10/2017 | 33 % | 34,5 % | 9 %   | 9 %  | 5 %   | 7 % |
| INSA      | 09/10/2017 | 32 % | 33 %   | 10 %  | 10 % | 5 %   | 7 % |
| FgW       | 05/10/2017 | 33 % | 33 %   | 9 %   | 10 % | 5 %   | 7 % |
| Infratest | 05/10/2017 | 34 % | 34 %   | 8,5 % | 8 %  | 4,5 % | 8 % |
| Infratest | 28/09/2017 | 35 % | 34 %   | 9 %   | 8 %  | 5 %   | 6 % |
| Infratest | 07/09/2017 | 37 % | 32 %   | 10 %  | 6 %  | 5 %   | 7 % |
| Infratest | 30/08/2017 | 39 % | 31 %   | 8 %   | 8 %  | 4 %   | 8 % |
| Infratest | 10/08/2017 | 40 % | 32 %   | 9 %   | 7 %  | 3 %   | 6 % |
| INSA      | 09/08/2017 | 40 % | 28 %   | 9 %   | 9 %  | 5 %   | 7 % |
| INSA      | 27/05/2017 | 41 % | 27 %   | 8 %   | 9 %  | 5 %   | 6 % |
| Forsa     | 06/05/2017 | 35 % | 36 %   | 8 %   | 6 %  | 4 %   | 6 % |
| Infratest | 20/01/2017 | 35 % | 31 %   | 14 %  | 6 %  | 4 %   | 8 % |
| Forsa     | 11/01/2017 | 34 % | 32 %   | 12 %  | 6 %  | 4 %   | 7 % |
| INSA      | 19/10/2016 | 33 % | 31 %   | 12 %  | 8 %  | 5 %   | 7 % |

## Résultats

### Voix et sièges
|                          |                                              |                                              |                  |                  |                  |                  |                       |                       |                       |                  |                  |  |  |  |
| Partis                   | Partis                                       | Partis                                       | Circonscriptions | Circonscriptions | Circonscriptions | Circonscriptions | Sièges proportionnels | Sièges proportionnels | Sièges proportionnels | Total des sièges | Total des sièges |  |  |  |
| Partis                   | Partis                                       | Partis                                       | Votes            | %                | Sièges           | +/−              | Votes                 | %                     | Sièges                | Total            | +/−              |  |  |  |
|                          | Parti social-démocrate d'Allemagne (SPD)     | Parti social-démocrate d'Allemagne (SPD)     | 1 508 502        | 39,58            | 55               | 22               | 1 413 630             | 36,93                 | 0                     | 55               | 6                |  |  |  |
|                          | Union chrétienne-démocrate d'Allemagne (CDU) | Union chrétienne-démocrate d'Allemagne (CDU) | 1 420 268        | 37,27            | 32               | 22               | 1 287 430             | 33,63                 | 18                    | 50               | 4                |  |  |  |
|                          | Alliance 90 / Les Verts (Grünen)             | Alliance 90 / Les Verts (Grünen)             | 283 321          | 7,43             | 0                | en stagnation    | 334 119               | 8,73                  | 12                    | 12               | 8                |  |  |  |
|                          | Parti libéral-démocrate (FDP)                | Parti libéral-démocrate (FDP)                | 226 558          | 5,94             | 0                | en stagnation    | 287 923               | 7,52                  | 11                    | 11               | 3                |  |  |  |
|                          | Alternative pour l'Allemagne (AfD)           | Alternative pour l'Allemagne (AfD)           | 174 498          | 4,58             | 0                | en stagnation    | 235 840               | 6,16                  | 9                     | 9                | 9                |  |  |  |
|                          | Die Linke (Die Linke)                        | Die Linke (Die Linke)                        | 170 666          | 4,48             | 0                | en stagnation    | 177 107               | 4,63                  | 0                     | 0                | en stagnation    |  |  |  |
|                          | Parti de protection des animaux (Tierschutz) | Parti de protection des animaux (Tierschutz) |                  |                  |                  |                  | 27 098                | 0,71                  | 0                     | 0                | Nv.              |  |  |  |
|                          | Die PARTEI                                   | Die PARTEI                                   | 9 097            | 0,24             | 0                | Nv.              | 22 553                | 0,59                  | 0                     | 0                | Nv.              |  |  |  |
|                          | Électeurs libres (FW)                        | Électeurs libres (FW)                        | 11 363           | 0,30             | 0                | en stagnation    | 14 850                | 0,39                  | 0                     | 0                | en stagnation    |  |  |  |
|                          | Parti des pirates (PIRATEN)                  | Parti des pirates (PIRATEN)                  | 2 349            | 0,06             | 0                | en stagnation    | 8 441                 | 0,22                  | 0                     | 0                | en stagnation    |  |  |  |
|                          | Alliance pour un revenu de base (BGE)        | Alliance pour un revenu de base (BGE)        |                  |                  |                  |                  | 5 144                 | 0,13                  | 0                     | 0                | Nv.              |  |  |  |
|                          | Centre allemand (DM)                         | Centre allemand (DM)                         | 4 473            | 0,12             | 0                | 0                | Nv.                   |                       |                       |                  |                  |  |  |  |
|                          | V-Partei3                                    | V-Partei3                                    | 4 141            | 0,11             | 0                | 0                | Nv.                   |                       |                       |                  |                  |  |  |  |
|                          | Parti écologiste-démocrate (ÖDP)             | Parti écologiste-démocrate (ÖDP)             | 735              | 0,02             | 0                | Nv.              | 4 053                 | 0,11                  | 0                     | 0                | Nv.              |  |  |  |
|                          | Réformateurs libéraux-conservateurs (LKR)    | Réformateurs libéraux-conservateurs (LKR)    | 490              | 0,01             | 0                | Nv.              | 953                   | 0,02                  | 0                     | 0                | Nv.              |  |  |  |
|                          | Autres                                       | Autres                                       | 3 128            | 0,08             | 0                | en stagnation    |                       |                       |                       | 0                | en stagnation    |  |  |  |
|                          |                                              |                                              |                  |                  |                  |                  |                       |                       |                       |                  |                  |  |  |  |
| Votes valides            | Votes valides                                | Votes valides                                | 3 810 975        | 99,01            |                  |                  | 3 827 755             | 99,45                 |                       |                  |                  |  |  |  |
| Votes blancs et nuls     | Votes blancs et nuls                         | Votes blancs et nuls                         | 38 027           | 0,99             | 21 247           | 0,55             |                       |                       |                       |                  |                  |  |  |  |
| Total                    | Total                                        | Total                                        | 3 849 002        | 100              | 87               | en stagnation    | 3 849 002             | 100                   | 50                    | 137              | en stagnation    |  |  |  |
| Abstentions              | Abstentions                                  | Abstentions                                  | 2 248 562        | 36,88            |                  |                  | 2 248 562             | 36,88                 |                       |                  |                  |  |  |  |
| Inscrits / participation | Inscrits / participation                     | Inscrits / participation                     | 6 097 564        | 63,12            | 6 097 564        | 63,12            |                       |                       |                       |                  |                  |  |  |  |

### Analyse

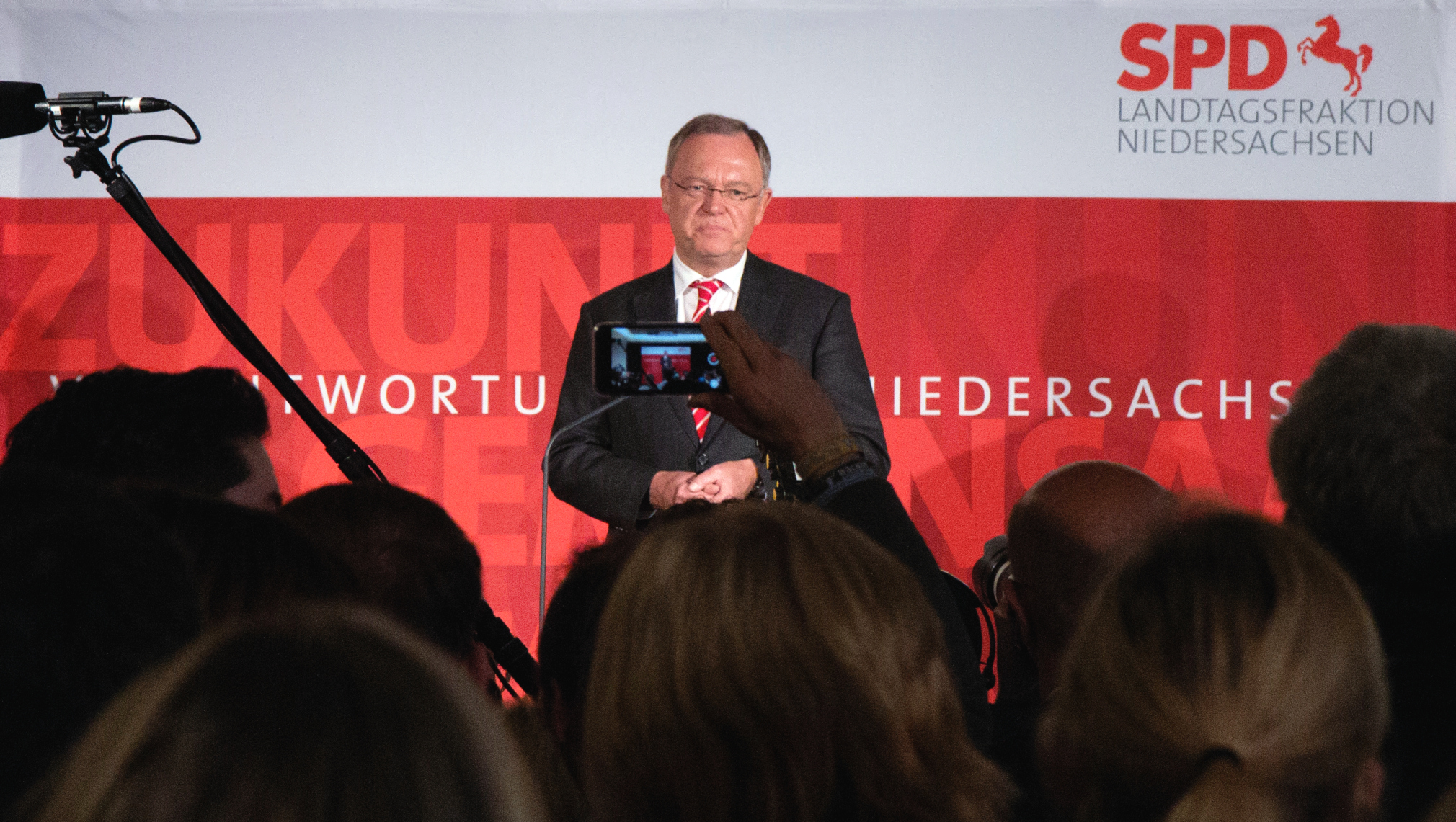
Stephan Weil s'adressant aux militants sociaux-démocrates après l'annonce des résultats.

Au soir de l'élection, le ministre-président Stephan Weil est présenté comme le grand vainqueur de ce scrutin anticipé. Perçu comme plus sympathique et compétent que le chef de file de la CDU Bernd Althusmann, il permet au SPD de gagner neuf points par rapport à son résultat dans le Land aux élections fédérales notamment en convainquant 167 000 abstentionnistes et 93 000 électeurs écologistes de 2013 de voter pour lui. Alors qu'elle bénéficie de 63 % de satisfaction, la coalition au pouvoir perd sa majorité absolue du fait de la contre-performance des Grünen, qui perdent plus de 110 000 suffrages et dont le travail au gouvernement régional est jugé négativement par 55 % des électeurs.
Dans l'ensemble, l'Union chrétienne-démocrate était perçue comme moins compétente que le Parti social-démocrate en matière de politique éducative, de politique familiale, d'intégration, de gestion du scandale des moteurs diesel Volkswagen, devançant ce dernier simplement dans le domaine de la lutte contre la criminalité. Elle paie également le ralliement de la députée des Verts Elka Twesten, très critiqué par les citoyens.
La formation du nouveau cabinet paraît soumise à de nombreuses contraintes : alors que la coalition rouge-verte ne dispose plus de la majorité, le FDP refuse de discuter d'une « coalition en feu tricolore » et une « coalition jamaïcaine » est difficilement envisageable car les écologistes du Land sont orientés à gauche. Seule une « grande coalition » semble donc possible, mais elle n'a rien d'évident puisque la bonne performance du SPD en Basse-Saxe apparaît liée à sa volonté de se placer dans l'opposition à la CDU/CSU au niveau fédéral.

#### Sociologique
| Catégorie                      | SPD  | CDU  | Grünen | FDP  | AfD  | Linke |
| ------------------------------ | ---- | ---- | ------ | ---- | ---- | ----- |
| Catégorie                      |      |      |        |      |      |       |
| Sexe                           |      |      |        |      |      |       |
| Hommes                         | 36 % | 33 % | 7 %    | 8 %  | 8 %  | 5 %   |
| Femmes                         | 37 % | 35 % | 11 %   | 7 %  | 4 %  | 4 %   |
| Âge                            |      |      |        |      |      |       |
| Moins de 30 ans                | 30 % | 29 % | 13 %   | 8 %  | 5 %  | 7 %   |
| 30-44 ans                      | 30 % | 33 % | 10 %   | 9 %  | 9 %  | 6 %   |
| 45-59 ans                      | 38 % | 31 % | 10 %   | 7 %  | 7 %  | 5 %   |
| Plus de 60 ans                 | 42 % | 38 % | 5 %    | 7 %  | 4 %  | 3 %   |
| Statut                         |      |      |        |      |      |       |
| Ouvrier                        | 41 % | 30 % | 5 %    | 6 %  | 10 % | 5 %   |
| Employé                        | 39 % | 32 % | 10 %   | 8 %  | 5 %  | 5 %   |
| Fonctionnaire                  | 40 % | 32 % | 11 %   | 8 %  | 4 %  | 4 %   |
| Indépendant                    | 22 % | 40 % | 10 %   | 14 % | 8 %  | 4 %   |
| Études                         |      |      |        |      |      |       |
| Hauptschulabschluss            | 48 % | 36 % | 3 %    | 5 %  | 5 %  | 3 %   |
| Mittlere Reife                 | 37 % | 35 % | 7 %    | 6 %  | 8 %  | 5 %   |
| Abitur (baccalauréat)          | 33 % | 31 % | 13 %   | 8 %  | 6 %  | 6 %   |
| Hochschulabschluss (supérieur) | 31 % | 30 % | 16 %   | 10 % | 5 %  | 6 %   |

### Réactions
Au lendemain du scrutin, le ministre de l'Économie et vice-président régional du SPD Olaf Lies appelle les libéraux à accepter d'ouvrir des discussions exploratoires, affirmant qu'il s'agit de voir si des positions communes peuvent être dégagées et qu'il ne s'agit pas de simplement continuer le programme de la majorité sortante. Le ministre écologiste de l'Agriculture Christian Meyer qualifie une éventuelle alliance des trois partis de « coalition des forces progressistes » et rejette l'idée d'une majorité emmenée par la CDU qu'il qualifie de « coalition de perdants ». Le député fédéral Grünen Jürgen Trittin critique vertement le FDP pour son attitude, dressant ainsi le parallèle avec la situation fédérale : « si nous devions nous comporter au niveau fédéral comme les libéraux en Basse-Saxe, la coalition jamaïcaine ne serait pas envisageable. C'est démocratiquement irresponsable ».
Le secrétaire général régional des sociaux-démocrates Detlef Tanke juge que son parti n'a pas de raison de gouverner avec les chrétiens-démocrates puisque pour lui « les grandes coalitions sont réservées à des situations exceptionnelles », qu'il ne perçoit pas dans le Land. Il estime par ailleurs que le nouvel exécutif sera rapidement formé, « plus vite qu'au niveau fédéral ».

### Conséquences
À l'issue d'un échange de deux heures, Weil et Althusmann annoncent le 26 octobre que les deux partis ouvrent des discussions exploratoires afin d'examiner les possibilités de s'associer. Le 1er novembre, ils indiquent que leurs entretiens ont été concluants et qu'ils entameront très rapidement des négociations en vue de constituer une grande coalition, avec l'objectif de former leur gouvernement avant la fin du mois en cours. Les deux formations annoncent le 16 novembre être parvenues à un accord de coalition.
Le 22 novembre, Stephan Weil est investi ministre-président de Basse-Saxe pour un second mandat.